# Gozd (Tržič, Slovenija)
Gozd je naselje u slovenskoj Općini Tržiču. Gozd se nalazi u pokrajini Gorenjskoj i statističkoj regiji Gorenjskoj. 

## Stanovništvo
Prema popisu stanovništva iz 2002. godine naselje je imalo 23 stanovnika.